# アラン・パーソンズ・プロジェクト
アラン・パーソンズ・プロジェクト（The Alan Parsons Project）は、イングランド出身の音楽ユニット。
同国の音楽クリエイター アラン・パーソンズとエリック・ウールフソンによる、スタジオ制作だけのプロジェクトとして活動した。コンビ解消後アランは、これまでの作品をライブ演奏するプロジェクトを立ち上げている。

## 来歴

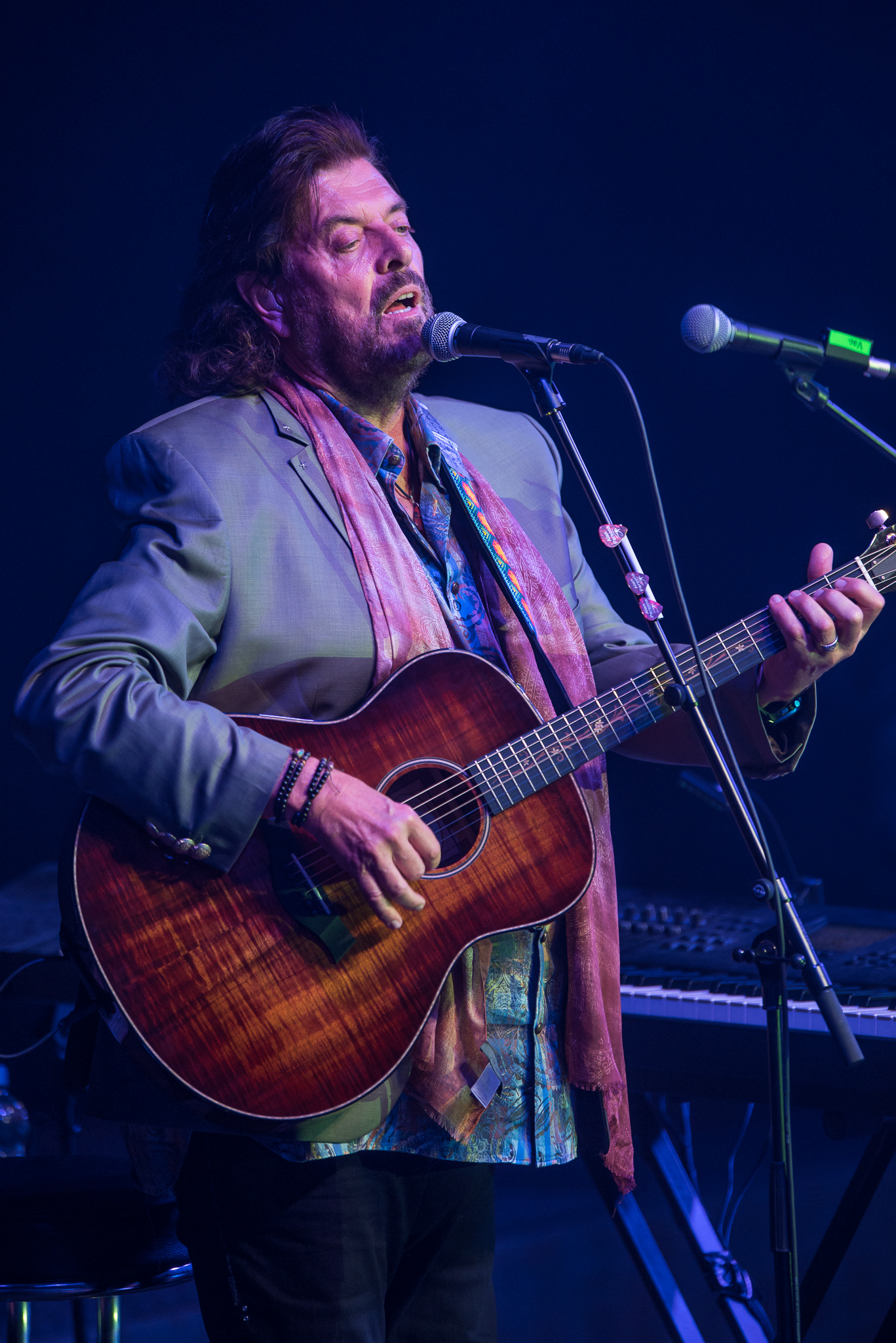
創設者アラン・パーソンズ（2017年）

ビートルズやピンク・フロイドなどの作品を手掛けた「アビイ・ロード・スタジオ」のエンジニアであったアラン・パーソンズと、主にセッション・ピアニストやソングライターとして活動していたエリック・ウールフソンが、エドガー・アラン・ポーを題材にした共作に意気投合しプロジェクトが発足した。その作品は1stアルバム『怪奇と幻想の物語 - エドガー・アラン・ポーの世界』としてリリースされ、グラミー賞にもノミネートされるなど高い評価を得た。
その後もコンセプト・アルバムを主体とした作風で、コンスタントにアルバムを発表。プログレッシブ・ロックを彷彿とさせる壮大なスケールのサウンドでありながら、ポップで聴きやすい音楽を展開し、英米で大きな成功を手に入れた。主に、「アイ・イン・ザ・スカイ」（全米3位）、「ドント・アンサー・ミー」（全米15位）、「タイム」（全米15位）などのヒット曲がある。
名前の通り、あくまでもプロジェクト形式の音楽集団であることにこだわり、固定メンバーはアランとエリックの2人だけで、レコーディング毎に参加メンバーは変わっている。ただ、元パイロットのデヴィッド・ペイトンとイアン・ベアンソンの2人は準レギュラーのような形で、ほぼすべての作品に携わっている。
1987年までの活動期間中にアルバム10枚を制作。最後のアルバム『ガウディ』発表後、それぞれのソロ活動に専念。その後エリックはミュージカルや舞台音楽の世界に移り、アランと共作したミュージカルのロック・オペラ作品『Freudiana』を1990年に発表している。この作品を最後に、コンビを正式に解消した。
まったくコンサート活動を行わないユニットとしても知られていたが、解散後にアラン主導によるツアーを度々開催している。1990年に欧州のライブサーキット「Night of the Proms」にて、エリックを除くスタジオ制作の主要メンバーが揃い、アラン・パーソンズ・プロジェクト名義でライブ演奏を行った。そしてソロ・アルバム『オン・エアー』を引っ提げ、同名義ワールドツアーの一環で日本にも1997年に立ち寄っている。1999年にアランのソロ3作目『タイム・マシン』の発表に伴い、2度目の来日公演をアラン・パーソンズ・ライブ・プロジェクト名義にて行った。また2005年には、元ウイングスのデニー・レインと共に3度目の来日公演を行った。
2009年12月2日、エリックが腎臓癌のため64歳で死去。
2014年、1979年に制作し1981年のリリースを計画しながら、お蔵入りしていた未発表アルバム『The Sicilian Defence』を、コンプリートBOX収録にて正式にリリース。プロジェクト最後のスタジオ・アルバムとなる。
2016年のインタビューでアランは、「(オリジナルの)プロジェクトはエリックと自分二人だけのもので、アルバムコンセプトの多くは彼のアイデアだった」と語り、エリックとの共作以外で、プロジェクト名義による新規のスタジオ・アルバム制作は有り得ないことを示唆した。

## メンバー

### 公式メンバー
- アラン・パーソンズ (Alan Parsons) - キーボード、マルチプレイ
- エリック・ウールフソン (Eric Woolfson) - ボーカル、キーボード ♱RIP.2009年

### 主なスタジオ・メンバー
- イアン・ベアンソン (Ian Bairnson) - ギター (1975年–1987年)
- デヴィッド・ペイトン (David Paton) - ベース、ボーカル (1975年–1985年)
- スチュアート・トッシュ (Stuart Tosh) - ドラムス (1975年–1977年)
- ジョン・マイルス (John Miles) - ボーカル (1976年、1985年–1987年)
- アンドリュー・パウエル (Andrew Powell) - キーボード、オーケストレーション、指揮 (1976年–1987年)
- フィルハーモニア管弦楽団 - オーケストラ
- レニー・ザカテク (Lenny Zakatek) - ボーカル (1977年–1987年)
- スチュアート・エリオット (Stuart Elliott) - ドラムス (1977年–1987年)
- ダンカン・マッケイ (Duncan Mackay) - キーボード (1977年–1979年)
- クリス・レインボウ (Chris Rainbow) - ボーカル (1979年–1987年)
- メル・コリンズ (Mel Collins) - サクソフォーン (1980年–1984年)
- コリン・ブランストーン (Colin Blunstone) - ボーカル (1982年–1985年)
- エルマー・ガントリー (Elmer Gantry) - ボーカル (1982年–1984年)
- リチャード・コットル (Richard Cottle) - キーボード、サクソフォーン (1984年–1987年)
- ローレンス・コットル (Laurence Cottle) - ベース (1985年–1987年)

## ディスコグラフィ

### スタジオ・アルバム
- 『怪奇と幻想の物語 - エドガー・アラン・ポーの世界』 - Tales of Mystery and Imagination (1976年)
- 『アイ・ロボット』 - I Robot (1977年)
- 『ピラミッド』 - Pyramid (1978年)
- 『イヴの肖像』 - Eve (1979年)
- 『運命の切り札』 - The Turn of a Friendly Card (1980年)
- 『アイ・イン・ザ・スカイ』 - Eye in the Sky (1982年)
- 『アンモニア・アヴェニュー』 - Ammonia Avenue (1984年)
- 『ヴァルチャー・カルチャー』 - Vulture Culture (1984年)
- 『ステレオトミー』 - Stereotomy (1985年)
- 『ガウディ』 - Gaudi (1987年)

コンピレーション
- Freudiana (1990年) - アランとエリックの共作によるロック・オペラ作品。当初は11枚目のアルバムとして制作を始めたが、ミュージカル向けに変更した
- The Sicilian Defence (2014年) - 1981年発売を計画していた、1979年制作の未発表音源（コンプリートBOX収録）